# حركة الكيبوتسات

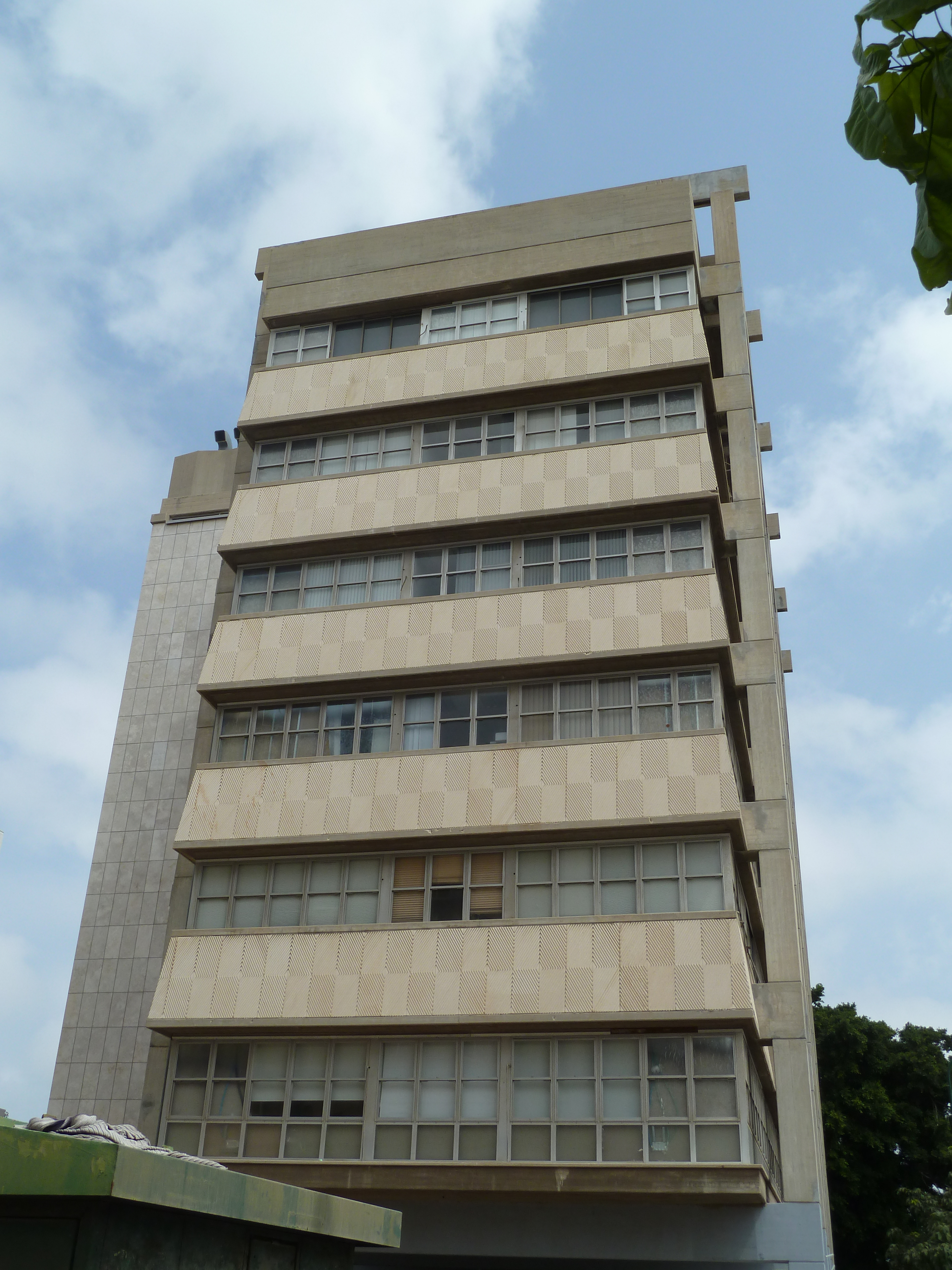
مقر حركة الكيبوتسات في تل أبيب.

حركة الكيبوتسات (بالعبرية: התנועה הקיבוצית هَتْنُوعَاه هَاكِيبُوتْسِيت "الحركة الكيبوتسية") هي أكبر منظمة تعنى بالكيبوتسات في إسرائيل. تم تشكيلها في عام 1999 من خلال اندماج بين الحركة الكيبوتسية المتحدة (بالعبرية: התנועה הקיבוצית המאוחדת هَتْنُوعَاه هَاكِيبُوتْسِيت هَمِؤُحِيدِت) والكيبوتس الوطني (بالعبرية: הקיבוץ הארצי هَاكِيبُوتْس هَأَرْتْسِي). اعتبارًا من يونيو 2015 شغل نير مائير منصب الأمين العام للحركة.

## حركة الكيبوتس المتحدة
حركة الكيبوتس المتحدة ((بالعبرية: התנועה הקבוצית המאוחדת‏), HaTnu'a HaKibbutzit HaMeuhedet)، والمعروفة أيضًا بالمختصر العبري TaKaM، تأسست في عام 1981 وكانت متحالفة إلى حد كبير مع حزب العمل وأسلافه. تم تشكيلها من خلال الاندماج نفسه، عندما اجتمعت هكبوتز هميئوحاد وإيهود هكفوتسوت فيهكبوتسيم، ونتيجة لذلك، اندمجت حركاتهم الشبابية في حركة شباب هابونيم درور. وفي عام 1999، انضمت حركة ثالثة هي أرتزي، إلى حركة الكيبوتس المتحدة، على الرغم من أنها تحافظ على قدر من الادارة الذاتية، كما تفعل حركة الشباب هشومير هتسعير.[بحاجة لمصدر]